# Fonte do Leão
A Fonte do Leão situa-se no Santuário da Falperra entre a Igreja de Santa Maria Madalena e a capela de Santa Marta, na atual freguesia de Nogueira, Fraião e Lamaçães, em Braga, Portugal.
Segundo uma lenda, terá sido construída para afugentar os muitos ursos que existiam na zona. Diz a lenda que a figura do leão, associada ao ruído causado pelo escorrer constante da água, foi suficiente para afugentar os temidos ursos.  